# Ringkøbing Ro- og Kajakklub
Ringkøbing Ro- og Kajakklub blev stiftet i 1945 og hed dengang Ringkøbing Roklub.
En kreds af gamle roere i Ringkøbing savnede en roklub, og de anmodede derfor Dansk Forening for Rosport om lov til at starte en roklub i byen. Den 31. januar 1945 stiftedes klubben Ringkøbing Roklub, og startede sæsonstarten med indvielse af bådehuset den 23. juni 1945.
Klubben er beliggende ud til vandet, hvor Vonå møder Ringkøbing Fjord. Klubben tilbyder mulighed for at ro havkajak, inrigger og scullere - og i vintermånederne kan man spille kajakpolo i Ringkøbing Svømmehal.
Klubben havde i 2013 70 faste medlemmer samt et antal medlemmer, der benyttede klubben via andre typer medlemskaber.
Ved klubben ligger tre shelters, der frit kan benyttes til overnatning.

## Ekstern henvisning
- Ringkøbing Ro- og Kajakklubs hjemmeside